# Contescourt
Contescourt és un municipi francès situat al departament de l'Aisne i a la regió dels Alts de França. L'any 2007 tenia 72 habitants.

## Demografia

### Població
El 2007 la població de fet de Contescourt era de 72 persones. Hi havia 24 famílies de les quals 4 eren unipersonals (4 dones vivint soles i 4 dones vivint soles), 8 parelles sense fills i 12 parelles amb fills.
La població ha evolucionat segons el següent gràfic:
Habitants censats

### Habitatges
El 2007 hi havia 23 habitatges, 22 eren l'habitatge principal de la família i 1 estava desocupat. Tots els 23 habitatges eren cases. Dels 22 habitatges principals, 18 estaven ocupats pels seus propietaris i 4 estaven llogats i ocupats pels llogaters; 5 tenien tres cambres, 5 en tenien quatre i 12 en tenien cinc o més. 15 habitatges disposaven pel capbaix d'una plaça de pàrquing. A 10 habitatges hi havia un automòbil i a 9 n'hi havia dos o més.

### Piràmide de població
La piràmide de població per edats i sexe el 2009 era:
| Homes | Edats   | Dones |
| ----- | ------- | ----- |
| 0     | 95 o +  | 0     |
| 0     | 90 a 94 | 0     |
| 0     | 85 a 89 | 0     |
| 0     | 80 a 84 | 4     |
| 0     | 75 a 79 | 4     |
| 4     | 70 a 74 | 0     |
| 0     | 65 a 69 | 0     |
| 0     | 60 a 64 | 0     |
| 4     | 55 a 59 | 4     |
| 4     | 50 a 54 | 0     |
| 0     | 45 a 49 | 4     |
| 4     | 40 a 44 | 0     |
| 0     | 35 a 39 | 4     |
| 4     | 30 a 34 | 4     |
| 0     | 25 a 29 | 0     |
| 4     | 20 a 24 | 0     |
| 4     | 15 a 19 | 4     |
| 12    | 10 a 14 | 0     |
| 0     | 5 a 9   | 0     |
| 0     | 0 a 4   | 4     |

## Economia
El 2007 la població en edat de treballar era de 51 persones, 38 eren actives i 13 eren inactives. De les 38 persones actives 36 estaven ocupades (20 homes i 16 dones) i 2 estaven aturades (2 homes). De les 13 persones inactives 4 estaven jubilades, 6 estaven estudiant i 3 estaven classificades com a «altres inactius».

## Poblacions més properes
El següent diagrama mostra les poblacions més properes.